# Kate Capshaw
Kate Capshaw, geboren als Kathleen Sue Nail (Fort Worth, Texas, 3 november 1953) is een Amerikaans actrice. Ze is bekend van haar rol als Willie Scott in de film Indiana Jones and the Temple of Doom uit 1984 en van haar huwelijk met regisseur Steven Spielberg.

## Biografie

### Vroege jaren
Capshaw werd geboren als Kathleen Sue Nail in Fort Worth, Texas, als de dochter van Beverly Sue-Simon, werkzaam in een reisbureau en als schoonheidsspecialist, en Edwin Leon Nail, werknemer bij een luchtvaartmaatschappij. Ze verhuisde op 5-jarige leeftijd naar St. Louis, Missouri en slaagde in 1972 aan de Hazelwood Senior High, de tegenwoordige Hazelwood Central High School. Ze behaalde een graad in onderwijs aan de Universiteit van Missouri, waar ze lid was van "Alpha Delta Pi".

### Carrière
Ze was eerst werkzaam als model en lerares, voordat ze - bijna 30 jaar oud - werd ontdekt als actrice. Haar meest bekende rol had ze in 1984 in de actiefilm Indiana Jones and the Temple of Doom, waarin ze de rol vertolkt van Willie Scott. Na Karen Allen als Marion Ravenwood in de eerste film over Indiana Jones was Capshaw de tweede vrouwelijke tegenspeelster van Harrison Ford in een Indiana Jones film. Tijdens de draaiperiode van de film ontmoette ze regisseur Steven Spielberg, met wie ze later trouwde. Op haar optreden in The Temple of Doom kreeg ze echter negatieve kritiek, wat haar carrière mogelijk schaadde.

### Privéleven
Na haar huwelijk met Robert Capshaw in januari 1976 veranderde ze haar achternaam in Capshaw. In datzelfde jaar kreeg ze met hem hun enige kind, actrice Jessica Capshaw. Het paar scheidde uiteindelijk in 1980.
Sinds 12 oktober 1991 is ze getrouwd met regisseur Steven Spielberg met wie ze drie kinderen kreeg. Daarnaast hebben zij twee kinderen geadopteerd.

## Filmografie
- 1982 - A Little Sex - Katherine
- 1984 - Dreamscape - Jane deVries
- 1984 - Indiana Jones and the Temple of Doom - Willie Scott
- 1984 - Best Defense - Laura Cooper
- 1986 - Power - Sydnet Betterman
- 1986 - SpaceCamp - Andie Bergstrom
- 1987 - The Quick and the Dead TV  - Susanna McKaskel
- 1989 - Black Rain - Joyce
- 1991 - My Heroes Have Always Been Cowboys - Jolie
- 1994 - Love Affair - Lynn Weaver
- 1995 - Just Cause - Laurie Armstrong
- 1999 - The Love Letter - Helen